# Трово
Тро̀во (на италиански: Trovo; на ломбардски: Troeuv, Трьоф) е село и община в Северна Италия, провинция Павия, регион Ломбардия. Разположено е на 97 m надморска височина. Населението на общината е 1021 души (към 2017 г.).